# 李端棨
李端棨，字子卫，清朝政治人物、進士出身。李端桑、李端矩之弟。
光緒二十四年，登進士，同年五月，改翰林院庶吉士。光緒二十九年四月，散館，授翰林院編修，后出任廣東廉州府知府。